# Shu-Sin

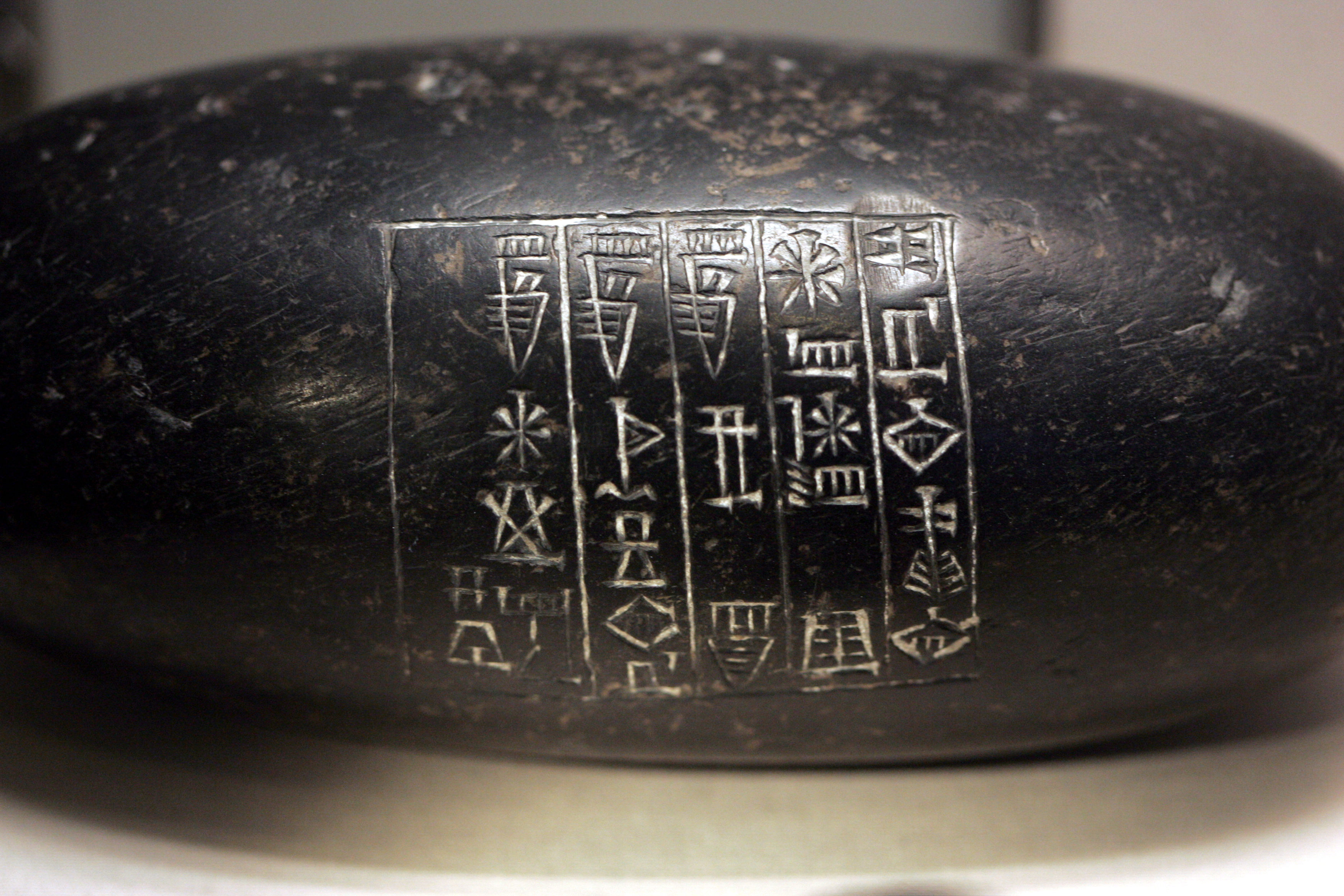
Pesa con el nombre de Shu-Sin
Museo del Louvre

Šu-Sin o Shu-Sin fue un rey de Sumeria y Acad de la III dinastía de Ur. Sucedió a su hermano Amar-Sin en 2037 a. C. y fue sucedido por Ibbi-Sin, también su hermano, en 2026 a. C.
Durante su reinado se siguieron llevando a cabo ataques contra los nómadas de los Zagros, en los límites orientales del imperio, a los que hubo que sumar una mayor presión de los amorreos de los desiertos occidentales. Para frenar a estos últimos, Shulgi ordenó la construcción de un sistema de fortificaciones de 270 km de largo.